# Yaël Nandjou
Yaël Nandjou (Dakar, 6 luglio 2005) è un calciatore francese, difensore del Nizza.

## Biografia
È nato a Dakar da genitori camerunesi, ma è cresciuto in Francia dove si è trasferito con la famiglia in giovane età.

## Caratteristiche tecniche
È un terzino sinistro, ma può essere impiegato anche al centro della difesa.

## Carriera
Cresciuto nel settore giovanile dell'Orléans, nel 2022 è stato acquistato dal Nizza che lo ha assegnato alla propria formazione Under-19. Ha debuttato in prima squadra il 28 novembre 2024 nell'incontro della prima fase di Europa League perso 4-1 contro il Rangers, mentre l'esordio in Ligue 1 è arrivato tre giorni dopo nella partita persa 4-1 contro l'Olympique Lione.

## Statistiche

### Presenze e reti nei club
Statistiche aggiornate al 30 marzo 2025
| Stagione        | Squadra         | Campionato      | Campionato | Campionato | Coppe nazionali | Coppe nazionali | Coppe nazionali | Coppe continentali | Coppe continentali | Coppe continentali | Altre coppe | Altre coppe | Altre coppe | Totale | Totale | Totale |
| Stagione        | Squadra         | Comp            | Pres       | Reti       | Comp            | Pres            | Reti            | Comp               | Pres               | Reti               | Comp        | Pres        | Reti        | Pres   | Reti   |        |
| --------------- | --------------- | --------------- | ---------- | ---------- | --------------- | --------------- | --------------- | ------------------ | ------------------ | ------------------ | ----------- | ----------- | ----------- | ------ | ------ | ------ |
| 2024-2025       | Nizza           | L1              | 3          | 0          | CF              | 1               | 0               | UEL                | 4                  | 0                  | -           | -           | -           | 8      | 0      |        |
| Totale carriera | Totale carriera | Totale carriera | 3          | 0          |                 | 1               | 0               |                    | 4                  | 0                  |             | -           | -           | 8      | 0      |        |